# ذا بوكيمون كومباني
ذا بوكيمون كومباني (بالإنجليزية: The Pokémon Company)‏ ، هي شركة ألعاب فيديو دولية تابعة لشركة نينتندو اليابانية، أسست سنة 1995 وأنتجت عدداً من ألعاب الفيديو ذات صلة بسلاسل البوكيمون.